# L'Âge du cinéma
L'Âge du cinéma est une revue française de cinéma parue de 1951 à 1952 et d'inspiration surréaliste
Ses six numéros qui s'échelonnent à partir de mars 1951 concernent souvent le cinéma expérimental et le cinéma d'avant-garde. Durant son année d'existence, Ado Kyrou en est le directeur de la publication et Robert Benayoun le rédacteur en chef. Le comité de rédaction comprend notamment Georges Goldfayn et Gérard Legrand.
L'Âge du cinéma fait notamment paraître des textes de Man Ray, André Breton, Benjamin Péret, Jacques Brunius, Hans Richter, Farrokh Ghaffari et Antonin Artaud.